# 土星大气进入器
土星大气进入器（Saturn Atmospheric Entry Probe)是一项自2010年起研发的任务，它包含了一颗计划降落在土星大气中并发回数据的探针。基于地球与土星之间的相对位置，探测器计划可在2027年8月30日发射，随后于2034年6月22日到达土星。它是美国太空总署新疆界計畫计划中的探测器之一。

## 任务概要

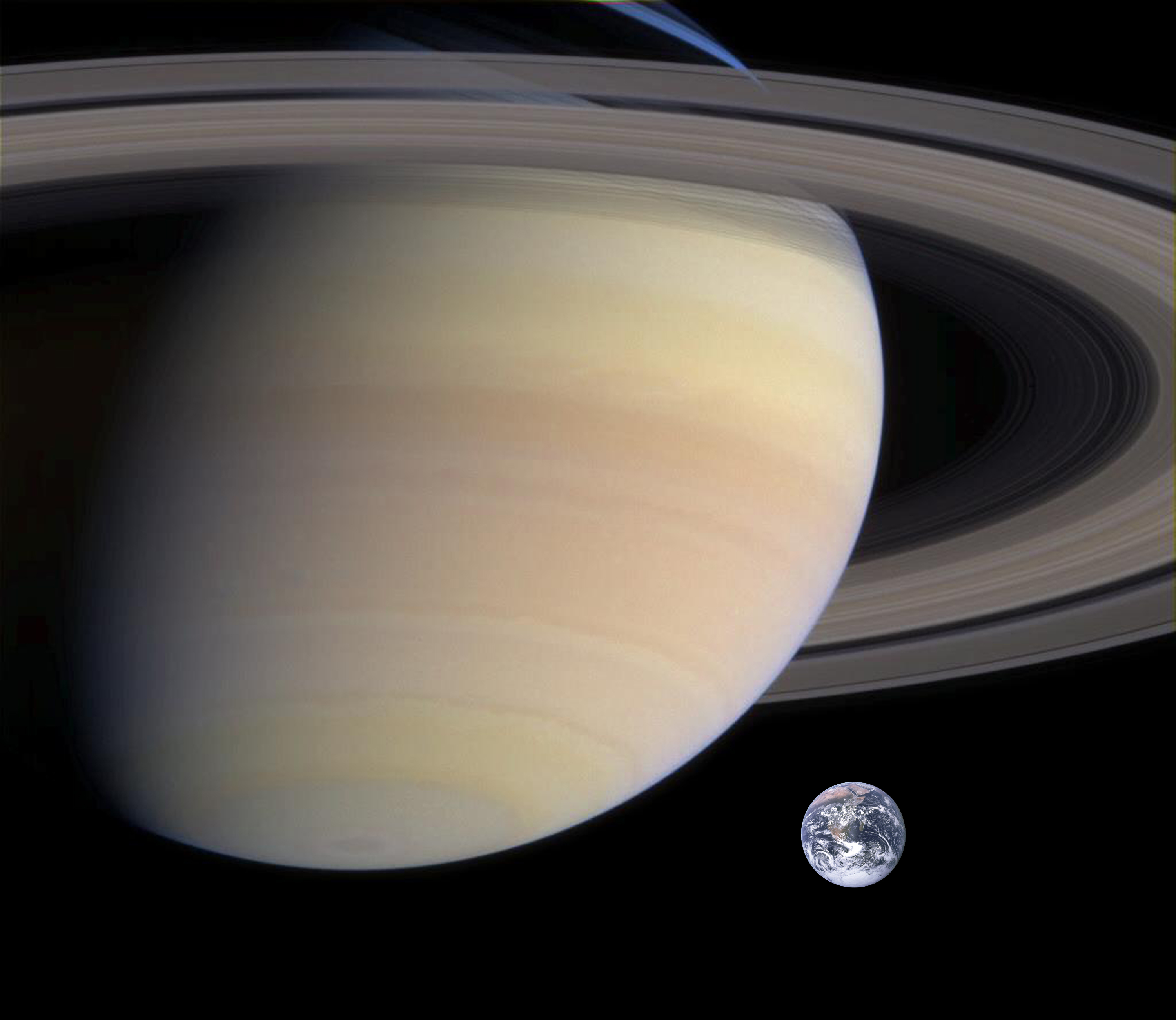
土星与地球的大小比较。

为了揭开外行星的起源与太阳系的演化，人们必须研究气体巨星的内部与大气成分、结构和动力。对于气体巨星进行遥控研究和进入其大气的详细研究有助于对气体巨星的内部结构进行约束。此任务将拥有一颗飞越载具和一颗大气进入探针。到达土星后，飞越载具将会释放探针。探针的任务就是进入土星大气并发回数据，而飞越载具将会在太空中接受这些数据，再将这些数据发回地球。
探针将会持续发回探测数据直至被土星大气烧尽。他将研究土星的大气结构，包括稀有气体的丰度与氢、碳、氮和氧的同位素比率。大气进入器（探针）将利用降落伞减速，在下降至压力为0.1巴（1巴相当于地球上海平面的气压）时开始测量。到达压力达到1巴的水平时，探针会与降落伞脱离，以利用更快的速度下降至5巴的深度，计划可在结束任务前收集55分钟的数据。探针被设计成可以承受10巴的气压，相当于土星大气中250千米的深度。
飞越载具则会被放入一条飞越土星的轨道，因此它并不会像伽利略号或卡西尼号般的切入轨道，而是继续飞出太阳系以丢弃该飞越载具。如果它成功被发射，将成为继先驱者10号、先驱者11号、旅行者1号、旅行者2号和新视野号后，第六颗飞出太阳系的探测器。

土星示意圖

## 科学目标
土星大气进入器包括了两项主要任务：
- 确认稀有气体的丰度与氢、碳、氮、氧和氩的同位素比率。
- 确认降落地点的大气构造。

以下为土星大气进入器的二级科学任务：
- 确定降落地点的纬向风。
- 确定云彩的位置、密度与成分。
- 确定大气的结构与云彩的变异性。
- 确定水在降落地点的垂直丰度。
- 精确的测量大气中轻元素的同位素。

## 构造
发电机
飞越载具被建议使用的发电机是先进斯特林放射性同位素热电机，而探针被释放后将会依靠电池发电。
科学仪器
为了完成它的科学目标，它将携带一下至少两种科学仪器：
- 质谱仪：用以确认土星大气中稀有气体的丰度与氢、碳、氧和氩的同位素比率。
- 大气结构仪器：将基于伽利略探针的设计，拥有三个用以测量温度、压力与密度的传感器。